# Euphorbia decliviticola
Euphorbia decliviticola ist eine Pflanzenart aus der Gattung Wolfsmilch (Euphorbia) in der Familie der Wolfsmilchgewächse (Euphorbiaceae).

## Beschreibung
Die sukkulente Euphorbia decliviticola wächst als strauchartiger, kleiner Baum und wird bis 3 Meter hoch. Es wird ein starker Stamm ausgebildet, auf dem sich sehr dicht und ausgebreitet stehende Zweige befinden. Die einfachen Zweige besitzen vier bis sechs Kanten und werden bis 60 Zentimeter lang und etwa 6 Zentimeter breit. Sie sind durch Einschnürungen in 15 Zentimeter lange Segmente gegliedert und an den geflügelten Kanten in einem Abstand von 1 Zentimeter zueinander mit buchtigen Zähnen besetzt. Die Dornschildchen sind zu einem 1,5 bis 3 Millimeter breiten Hornrand verwachsen. Die Dornen werden bis 6 Millimeter lang.
Der Blütenstand wird aus ein bis drei Cymen gebildet, die ein- bis dreifach gegabelt sind. Die starken Blütenstandstiele werden bis 2 Millimeter dick. Die Cyathien erreichen einen Durchmesser von etwa 5 Millimeter und die länglichen Nektardrüsen sind gelb gefärbt und stoßen aneinander. Der etwas zurückgebogene Blütenstiel kann bis 7 Millimeter lang werden. Der kugelförmige Samen wird 2 Millimeter groß und besitzt eine glatte Oberfläche.

## Verbreitung und Systematik
Euphorbia decliviticola ist im Osten und in der Mitte von Mosambik auf steilen Granitfelsen verbreitet.
Die Art steht auf der Roten Liste der IUCN und gilt als nicht gefährdet (Least Concern).
Die Erstbeschreibung der Art erfolgte 1973 durch Leslie Charles Leach.